# Kvalspelet till U21-Europamästerskapet i fotboll 2021 (grupp 1)
Kvalspelet till U21-Europamästerskapet i fotboll 2021 (grupp 1) består av sex lag: Italien, Sverige, Island, Irland, Armenien och Luxemburg. Lagindelningen i de nio grupperna i gruppspelet bestämdes genom en lottning på Uefas högkvarter i Nyon, Schweiz den 11 december 2018.
Matcherna i gruppen var från början schemalagda att spelas mellan den 24 mars 2019 och 13 oktober 2020. Enligt det ursprungliga formatet skulle gruppsegrarna samt det bästa andraplacerade laget att kvalificera sig för huvudturneringen, medan övriga åtta grupptvåor skulle mötas i ett playoff.
Den 17 mars 2020 avbröts samtliga matcher på grund av coronaviruspandemin. Den 17 juni 2020 meddelade Uefa att gruppspelet skulle förlängas till den 17 november 2020 och att playoff-matcherna skulle bli inställda. Istället skulle gruppvinnarna samt de fem bästa andraplacerade lagen att kvalificera sig för huvudturneringen.

## Tabell
| Nr | Lag       | S  | V | O | F | GM | IM | MS  | P  |
| -- | --------- | -- | - | - | - | -- | -- | --- | -- |
| 1  | Italien   | 10 | 8 | 1 | 1 | 27 | 5  | +22 | 25 |
| 2  | Island    | 10 | 7 | 0 | 3 | 19 | 12 | +7  | 21 |
| 3  | Irland    | 10 | 6 | 1 | 3 | 15 | 8  | +7  | 19 |
| 4  | Sverige   | 10 | 6 | 0 | 4 | 31 | 12 | +19 | 18 |
| 5  | Armenien  | 10 | 1 | 0 | 9 | 4  | 33 | −29 | 3  |
| 6  | Luxemburg | 10 | 1 | 0 | 9 | 3  | 29 | −26 | 3  |

## Matcher
Alla tider är skrivna i lokal tid.
|             | 24 mars 2019 | Irland                               | 3 – 0           | Luxemburg | Tallaght Stadium                                          |                                                           |
| 17:00 UTC+1 | 17:00 UTC+1  | Adam Idah 34′, 68′ Neil Farrugia 38′ | (2 – 0) Rapport |           | Dublin Publik: 4 772 Domare: Timotheos Christofi (Cypern) | Dublin Publik: 4 772 Domare: Timotheos Christofi (Cypern) |
| 17:00 UTC+1 | 17:00 UTC+1  |                                      |                 |           | Dublin Publik: 4 772 Domare: Timotheos Christofi (Cypern) | Dublin Publik: 4 772 Domare: Timotheos Christofi (Cypern) |
| 17:00 UTC+1 | 17:00 UTC+1  |                                      |                 |           | Dublin Publik: 4 772 Domare: Timotheos Christofi (Cypern) | Dublin Publik: 4 772 Domare: Timotheos Christofi (Cypern) |

|             | 6 september 2019 | Island                                                                                 | 3 – 0           | Luxemburg | Víkingsvöllur                                                  |                                                                |
| 17:00 UTC±0 | 17:00 UTC±0      | Sveinn Aron Guðjohnsen 48′ (str.) Jón Dagur Þorsteinsson 58′ Willum Þór Willumsson 63′ | (0 – 0) Rapport |           | Reykjavik Publik: 412 Domare: Aleksandrs Anufrijevs (Lettland) | Reykjavik Publik: 412 Domare: Aleksandrs Anufrijevs (Lettland) |
| 17:00 UTC±0 | 17:00 UTC±0      |                                                                                        |                 |           | Reykjavik Publik: 412 Domare: Aleksandrs Anufrijevs (Lettland) | Reykjavik Publik: 412 Domare: Aleksandrs Anufrijevs (Lettland) |
| 17:00 UTC±0 | 17:00 UTC±0      |                                                                                        |                 |           | Reykjavik Publik: 412 Domare: Aleksandrs Anufrijevs (Lettland) | Reykjavik Publik: 412 Domare: Aleksandrs Anufrijevs (Lettland) |

|             | 6 september 2019 | Irland           | 1 – 0           | Armenien | Tallaght Stadium                                   |                                                    |
| 20:00 UTC+1 | 20:00 UTC+1      | Troy Parrott 31′ | (1 – 0) Rapport |          | Dublin Publik: 3 658 Domare: Fyodor Zammit (Malta) | Dublin Publik: 3 658 Domare: Fyodor Zammit (Malta) |
| 20:00 UTC+1 | 20:00 UTC+1      |                  |                 |          | Dublin Publik: 3 658 Domare: Fyodor Zammit (Malta) | Dublin Publik: 3 658 Domare: Fyodor Zammit (Malta) |
| 20:00 UTC+1 | 20:00 UTC+1      |                  |                 |          | Dublin Publik: 3 658 Domare: Fyodor Zammit (Malta) | Dublin Publik: 3 658 Domare: Fyodor Zammit (Malta) |

|             | 9 september 2019 | Island | 6 – 1           | Armenien            | Víkingsvöllur                                       |                                                     |
| 17:00 UTC±0 | 17:00 UTC±0      | Willum Þór Willumsson 30′ Ísak Óli Ólafsson 34′ Jón Dagur Þorsteinsson 40′ Jónatan Ingi Jónsson 74′ Ari Leifsson 76′ Brynjólfur Darri Willumsson 80′ | (3 – 0) Rapport | 60′ Karen Melkonyan | Reykjavik Publik: 335 Domare: Igor Pajac (Kroatien) | Reykjavik Publik: 335 Domare: Igor Pajac (Kroatien) |
| 17:00 UTC±0 | 17:00 UTC±0      | |                 |                     | Reykjavik Publik: 335 Domare: Igor Pajac (Kroatien) | Reykjavik Publik: 335 Domare: Igor Pajac (Kroatien) |
| 17:00 UTC±0 | 17:00 UTC±0      | |                 |                     | Reykjavik Publik: 335 Domare: Igor Pajac (Kroatien) | Reykjavik Publik: 335 Domare: Igor Pajac (Kroatien) |

|             | 10 september 2019 | Italien | 5 – 0           | Luxemburg | Stadio Teofilo Patini                                             |                                                                   |
| 18:30 UTC+2 | 18:30 UTC+2       | Manuel Locatelli 9′ (str.) Moise Kean 37′ (str.) Riccardo Sottil 62′ Marco Tumminello 68′ Gianluca Scamacca 77′ | (2 – 0) Rapport |           | Castel di Sangro Publik: 5 000 Domare: Peter Kjaesgaard (Danmark) | Castel di Sangro Publik: 5 000 Domare: Peter Kjaesgaard (Danmark) |
| 18:30 UTC+2 | 18:30 UTC+2       | |                 |           | Castel di Sangro Publik: 5 000 Domare: Peter Kjaesgaard (Danmark) | Castel di Sangro Publik: 5 000 Domare: Peter Kjaesgaard (Danmark) |
| 18:30 UTC+2 | 18:30 UTC+2       | |                 |           | Castel di Sangro Publik: 5 000 Domare: Peter Kjaesgaard (Danmark) | Castel di Sangro Publik: 5 000 Domare: Peter Kjaesgaard (Danmark) |

|             | 10 september 2019 | Sverige              | 1 – 3           | Irland                                      | Guldfågeln Arena                                        |                                                         |
| 18:30 UTC+2 | 18:30 UTC+2       | Mattias Svanberg 19′ | (1 – 0) Rapport | 69′, 90+2′ Troy Parrott 87′ Conor Masterson | Kalmar Publik: 4 078 Domare: Rade Obrenovic (Slovenien) | Kalmar Publik: 4 078 Domare: Rade Obrenovic (Slovenien) |
| 18:30 UTC+2 | 18:30 UTC+2       |                      |                 |                                             | Kalmar Publik: 4 078 Domare: Rade Obrenovic (Slovenien) | Kalmar Publik: 4 078 Domare: Rade Obrenovic (Slovenien) |
| 18:30 UTC+2 | 18:30 UTC+2       |                      |                 |                                             | Kalmar Publik: 4 078 Domare: Rade Obrenovic (Slovenien) | Kalmar Publik: 4 078 Domare: Rade Obrenovic (Slovenien) |

|             | 10 oktober 2019 | Irland | 0 – 0   | Italien | Tallaght Stadium                                         |                                                          |
| 20:05 UTC+1 | 20:05 UTC+1     |        | Rapport |         | Dublin Publik: 7 231 Domare: Sascha Stegemann (Tyskland) | Dublin Publik: 7 231 Domare: Sascha Stegemann (Tyskland) |
| 20:05 UTC+1 | 20:05 UTC+1     |        |         |         | Dublin Publik: 7 231 Domare: Sascha Stegemann (Tyskland) | Dublin Publik: 7 231 Domare: Sascha Stegemann (Tyskland) |
| 20:05 UTC+1 | 20:05 UTC+1     |        |         |         | Dublin Publik: 7 231 Domare: Sascha Stegemann (Tyskland) | Dublin Publik: 7 231 Domare: Sascha Stegemann (Tyskland) |

|             | 11 oktober 2019 | Armenien                                | 2 – 0           | Luxemburg | Gyumri City Stadium                                         |                                                             |
| 15:00 UTC+4 | 15:00 UTC+4     | Rudik Mkrtchyan 56′ Artur Danielyan 86′ | (0 – 0) Rapport |           | Gyumri Publik: 2 550 Domare: Sebastian Gishamer (Österrike) | Gyumri Publik: 2 550 Domare: Sebastian Gishamer (Österrike) |
| 15:00 UTC+4 | 15:00 UTC+4     |                                         |                 |           | Gyumri Publik: 2 550 Domare: Sebastian Gishamer (Österrike) | Gyumri Publik: 2 550 Domare: Sebastian Gishamer (Österrike) |
| 15:00 UTC+4 | 15:00 UTC+4     |                                         |                 |           | Gyumri Publik: 2 550 Domare: Sebastian Gishamer (Österrike) | Gyumri Publik: 2 550 Domare: Sebastian Gishamer (Österrike) |

|             | 12 oktober 2019 | Sverige | 5 – 0           | Island | Olympia                                                     |                                                             |
| 15:45 UTC+2 | 15:45 UTC+2     | Mattias Svanberg 22′ Viktor Gyökeres 38′ Ari Leifsson 51′ (sjm.) Dejan Kulusevski 60′ August Erlingmark 75′ | (2 – 0) Rapport |        | Helsingborg Publik: 1 832 Domare: Lawrence Visser (Belgien) | Helsingborg Publik: 1 832 Domare: Lawrence Visser (Belgien) |
| 15:45 UTC+2 | 15:45 UTC+2     | |                 |        | Helsingborg Publik: 1 832 Domare: Lawrence Visser (Belgien) | Helsingborg Publik: 1 832 Domare: Lawrence Visser (Belgien) |
| 15:45 UTC+2 | 15:45 UTC+2     | |                 |        | Helsingborg Publik: 1 832 Domare: Lawrence Visser (Belgien) | Helsingborg Publik: 1 832 Domare: Lawrence Visser (Belgien) |

|             | 14 oktober 2019 | Armenien | 0 – 1           | Italien               | Yerevan Football Academy Stadium                 |                                                  |
| 20:30 UTC+4 | 20:30 UTC+4     |          | (0 – 1) Rapport | 20′ Gianluca Scamacca | Jerevan Publik: 720 Domare: Ádám Farkas (Ungern) | Jerevan Publik: 720 Domare: Ádám Farkas (Ungern) |
| 20:30 UTC+4 | 20:30 UTC+4     |          |                 |                       | Jerevan Publik: 720 Domare: Ádám Farkas (Ungern) | Jerevan Publik: 720 Domare: Ádám Farkas (Ungern) |
| 20:30 UTC+4 | 20:30 UTC+4     |          |                 |                       | Jerevan Publik: 720 Domare: Ádám Farkas (Ungern) | Jerevan Publik: 720 Domare: Ádám Farkas (Ungern) |

|             | 15 oktober 2019 | Island                            | 1 – 0           | Irland | Víkingsvöllur                                             |                                                           |
| 15:00 UTC±0 | 15:00 UTC±0     | Sveinn Aron Guðjohnsen 29′ (str.) | (1 – 0) Rapport |        | Reykjavik Publik: 228 Domare: Dumitri Muntean (Moldavien) | Reykjavik Publik: 228 Domare: Dumitri Muntean (Moldavien) |
| 15:00 UTC±0 | 15:00 UTC±0     |                                   |                 |        | Reykjavik Publik: 228 Domare: Dumitri Muntean (Moldavien) | Reykjavik Publik: 228 Domare: Dumitri Muntean (Moldavien) |
| 15:00 UTC±0 | 15:00 UTC±0     |                                   |                 |        | Reykjavik Publik: 228 Domare: Dumitri Muntean (Moldavien) | Reykjavik Publik: 228 Domare: Dumitri Muntean (Moldavien) |

|             | 15 oktober 2019 | Luxemburg | 0 – 3           | Sverige                                           | Stade Municipal de la Ville de Differdange           |                                                      |
| 19:00 UTC+2 | 19:00 UTC+2     |           | (0 – 3) Rapport | 22′ (str.) Dejan Kulusevski 32′, 42′ Jake Larsson | Differdange Publik: 0 Domare: Gal Leibovitz (Israel) | Differdange Publik: 0 Domare: Gal Leibovitz (Israel) |
| 19:00 UTC+2 | 19:00 UTC+2     |           |                 |                                                   | Differdange Publik: 0 Domare: Gal Leibovitz (Israel) | Differdange Publik: 0 Domare: Gal Leibovitz (Israel) |
| 19:00 UTC+2 | 19:00 UTC+2     |           |                 |                                                   | Differdange Publik: 0 Domare: Gal Leibovitz (Israel) | Differdange Publik: 0 Domare: Gal Leibovitz (Israel) |

|             | 14 november 2019 | Armenien | 0 – 1           | Irland                | Yerevan Football Academy Stadium                    |                                                     |
| 13:00 UTC+4 | 13:00 UTC+4      |          | (0 – 0) Rapport | 63′ Zachary Elbouzedi | Jerevan Publik: 270 Domare: Antti Munukka (Finland) | Jerevan Publik: 270 Domare: Antti Munukka (Finland) |
| 13:00 UTC+4 | 13:00 UTC+4      |          |                 |                       | Jerevan Publik: 270 Domare: Antti Munukka (Finland) | Jerevan Publik: 270 Domare: Antti Munukka (Finland) |
| 13:00 UTC+4 | 13:00 UTC+4      |          |                 |                       | Jerevan Publik: 270 Domare: Antti Munukka (Finland) | Jerevan Publik: 270 Domare: Antti Munukka (Finland) |

|             | 16 november 2019 | Italien                                      | 3 – 0           | Island | Stadio Paolo Mazza                        |                                           |
| 18:30 UTC+1 | 18:30 UTC+1      | Riccardo Sottil 32′ Patrick Cutrone 84′, 90′ | (1 – 0) Rapport |        | Ferrara Domare: Horatiu Fesnic (Rumänien) | Ferrara Domare: Horatiu Fesnic (Rumänien) |
| 18:30 UTC+1 | 18:30 UTC+1      |                                              |                 |        | Ferrara Domare: Horatiu Fesnic (Rumänien) | Ferrara Domare: Horatiu Fesnic (Rumänien) |
| 18:30 UTC+1 | 18:30 UTC+1      |                                              |                 |        | Ferrara Domare: Horatiu Fesnic (Rumänien) | Ferrara Domare: Horatiu Fesnic (Rumänien) |

|             | 19 november 2019 | Italien                                                                                                   | 6 – 0           | Armenien | Stadio Angelo Massimino                        |                                                |
| 21:00 UTC+1 | 21:00 UTC+1      | Moise Kean 15′, 41′ Andrea Pinamonti 25′ Niccolò Zanellato 53′ Gianluca Scamacca 57′ Enrico Del Prato 66′ | (3 – 0) Rapport |          | Catania Domare: Stéphanie Frappart (Frankrike) | Catania Domare: Stéphanie Frappart (Frankrike) |
| 21:00 UTC+1 | 21:00 UTC+1      | |                 |          | Catania Domare: Stéphanie Frappart (Frankrike) | Catania Domare: Stéphanie Frappart (Frankrike) |
| 21:00 UTC+1 | 21:00 UTC+1      | |                 |          | Catania Domare: Stéphanie Frappart (Frankrike) | Catania Domare: Stéphanie Frappart (Frankrike) |

|             | 19 november 2019 | Irland                                                                | 4 – 1           | Sverige             | Tallaght Stadium                                    |                                                     |
| 20:00 UTC±0 | 20:00 UTC±0      | Lee O'Connor 50′ Adam Idah 63′ Troy Parrott 73′ Zachary Elbouzedi 87′ | (0 – 1) Rapport | 18′ Viktor Gyökeres | Dublin Publik: 2 760 Domare: Karim Abed (Frankrike) | Dublin Publik: 2 760 Domare: Karim Abed (Frankrike) |
| 20:00 UTC±0 | 20:00 UTC±0      |                                                                       |                 |                     | Dublin Publik: 2 760 Domare: Karim Abed (Frankrike) | Dublin Publik: 2 760 Domare: Karim Abed (Frankrike) |
| 20:00 UTC±0 | 20:00 UTC±0      |                                                                       |                 |                     | Dublin Publik: 2 760 Domare: Karim Abed (Frankrike) | Dublin Publik: 2 760 Domare: Karim Abed (Frankrike) |

|             | 4 september 2020 | Island                     | 1 – 0           | Sverige | Víkingsvöllur | |
| 16:30 UTC±0 | 16:30 UTC±0      | Sveinn Aron Guðjohnsen 66′ | (0 – 0) Rapport |         | Reykjavik Publik: 0<refname="publik"group="not">PågrundavcoronavirusutbrottetiEuropaspeladessamtligamatcheriseptember2 020införtommaläktare.</ref> Domare: Pavel Orel (Tjeckien) | Reykjavik Publik: 0<refname="publik"group="not">PågrundavcoronavirusutbrottetiEuropaspeladessamtligamatcheriseptember2 020införtommaläktare.</ref> Domare: Pavel Orel (Tjeckien) |
| 16:30 UTC±0 | 16:30 UTC±0      |                            |                 |         | Reykjavik Publik: 0<refname="publik"group="not">PågrundavcoronavirusutbrottetiEuropaspeladessamtligamatcheriseptember2 020införtommaläktare.</ref> Domare: Pavel Orel (Tjeckien) | Reykjavik Publik: 0<refname="publik"group="not">PågrundavcoronavirusutbrottetiEuropaspeladessamtligamatcheriseptember2 020införtommaläktare.</ref> Domare: Pavel Orel (Tjeckien) |
| 16:30 UTC±0 | 16:30 UTC±0      |                            |                 |         | Reykjavik Publik: 0<refname="publik"group="not">PågrundavcoronavirusutbrottetiEuropaspeladessamtligamatcheriseptember2 020införtommaläktare.</ref> Domare: Pavel Orel (Tjeckien) | Reykjavik Publik: 0<refname="publik"group="not">PågrundavcoronavirusutbrottetiEuropaspeladessamtligamatcheriseptember2 020införtommaläktare.</ref> Domare: Pavel Orel (Tjeckien) |

|             | 8 september 2020 | Luxemburg                              | 2 – 1           | Armenien                  | Stade de la Frontière                                                                         |                                                                                               |
| 17:00 UTC+2 | 17:00 UTC+2      | Seid Korac 38′ Kenan Avdusinovic 90+5′ | (1 – 1) Rapport | 25′ Hovhannes Harutyunyan | Esch-sur-Alzette Publik: 0<refname="publik"group="not"></ref> Domare: Juxhin Xhaja (Albanien) | Esch-sur-Alzette Publik: 0<refname="publik"group="not"></ref> Domare: Juxhin Xhaja (Albanien) |
| 17:00 UTC+2 | 17:00 UTC+2      |                                        |                 |                           | Esch-sur-Alzette Publik: 0<refname="publik"group="not"></ref> Domare: Juxhin Xhaja (Albanien) | Esch-sur-Alzette Publik: 0<refname="publik"group="not"></ref> Domare: Juxhin Xhaja (Albanien) |
| 17:00 UTC+2 | 17:00 UTC+2      |                                        |                 |                           | Esch-sur-Alzette Publik: 0<refname="publik"group="not"></ref> Domare: Juxhin Xhaja (Albanien) | Esch-sur-Alzette Publik: 0<refname="publik"group="not"></ref> Domare: Juxhin Xhaja (Albanien) |

|             | 8 september 2020 | Sverige                                        | 3 – 0           | Italien | Guldfågeln Arena                                                                    |                                                                                     |
| 18:30 UTC+2 | 18:30 UTC+2      | Pontus Almqvist 13′, 30′ Gustav Henriksson 52′ | (2 – 0) Rapport |         | Kalmar Publik: 0<refname="publik"group="not"></ref> Domare: Luis Godinho (Portugal) | Kalmar Publik: 0<refname="publik"group="not"></ref> Domare: Luis Godinho (Portugal) |
| 18:30 UTC+2 | 18:30 UTC+2      |                                                |                 |         | Kalmar Publik: 0<refname="publik"group="not"></ref> Domare: Luis Godinho (Portugal) | Kalmar Publik: 0<refname="publik"group="not"></ref> Domare: Luis Godinho (Portugal) |
| 18:30 UTC+2 | 18:30 UTC+2      |                                                |                 |         | Kalmar Publik: 0<refname="publik"group="not"></ref> Domare: Luis Godinho (Portugal) | Kalmar Publik: 0<refname="publik"group="not"></ref> Domare: Luis Godinho (Portugal) |

|             | 9 oktober 2020 | Sverige                                                           | 4 – 0           | Luxemburg | Olympia                                                   |                                                           |
| 18:30 UTC+2 | 18:30 UTC+2    | Jesper Karlsson 22′ (str.), 33′ Max Svensson 31′ Felix Beijmo 71′ | (3 – 0) Rapport |           | Helsingborg Domare: Christian-Petru Ciochirca (Österrike) | Helsingborg Domare: Christian-Petru Ciochirca (Österrike) |
| 18:30 UTC+2 | 18:30 UTC+2    |                                                                   |                 |           | Helsingborg Domare: Christian-Petru Ciochirca (Österrike) | Helsingborg Domare: Christian-Petru Ciochirca (Österrike) |
| 18:30 UTC+2 | 18:30 UTC+2    |                                                                   |                 |           | Helsingborg Domare: Christian-Petru Ciochirca (Österrike) | Helsingborg Domare: Christian-Petru Ciochirca (Österrike) |

|             | 13 oktober 2020 | Luxemburg | 0 – 2           | Island                                           | Stade Émile Mayrisch                                |                                                     |
| 17:00 UTC+2 | 17:00 UTC+2     |           | (0 – 2) Rapport | 30′ Ísak Óli Ólafsson 32′ Sveinn Aron Guðjohnsen | Esch-sur-Alzette Domare: Ondrej Pechanec (Tjeckien) | Esch-sur-Alzette Domare: Ondrej Pechanec (Tjeckien) |
| 17:00 UTC+2 | 17:00 UTC+2     |           |                 |                                                  | Esch-sur-Alzette Domare: Ondrej Pechanec (Tjeckien) | Esch-sur-Alzette Domare: Ondrej Pechanec (Tjeckien) |
| 17:00 UTC+2 | 17:00 UTC+2     |           |                 |                                                  | Esch-sur-Alzette Domare: Ondrej Pechanec (Tjeckien) | Esch-sur-Alzette Domare: Ondrej Pechanec (Tjeckien) |

|             | 13 oktober 2020 | Italien                                 | 2 – 0           | Irland | Arena Garibaldi - Stadio Romeo Anconetani |                                        |
| 17:30 UTC+2 | 17:30 UTC+2     | Riccardo Sottil 43′ Patrick Cutrone 62′ | (1 – 0) Rapport |        | Pisa Domare: Krzysztof Jakubik (Polen)    | Pisa Domare: Krzysztof Jakubik (Polen) |
| 17:30 UTC+2 | 17:30 UTC+2     |                                         |                 |        | Pisa Domare: Krzysztof Jakubik (Polen)    | Pisa Domare: Krzysztof Jakubik (Polen) |
| 17:30 UTC+2 | 17:30 UTC+2     |                                         |                 |        | Pisa Domare: Krzysztof Jakubik (Polen)    | Pisa Domare: Krzysztof Jakubik (Polen) |

|             | 13 oktober 2020 | Sverige | 10 – 00         | Armenien | Arena Lublin                                        |                                                     |
| 18:30 UTC+2 | 18:30 UTC+2     | Jesper Karlsson 32′ (str.), 41′ (str.), 44′ Svante Ingelsson 57′ Paulos Abraham 68′, 90+2′ Emil Hansson 77′, 82′, 90+3′ Amin Sarr 88′ | (3 – 0) Rapport |          | Lublin (Polen) Domare: Milovan Milacic (Montenegro) | Lublin (Polen) Domare: Milovan Milacic (Montenegro) |
| 18:30 UTC+2 | 18:30 UTC+2     | |                 |          | Lublin (Polen) Domare: Milovan Milacic (Montenegro) | Lublin (Polen) Domare: Milovan Milacic (Montenegro) |
| 18:30 UTC+2 | 18:30 UTC+2     | |                 |          | Lublin (Polen) Domare: Milovan Milacic (Montenegro) | Lublin (Polen) Domare: Milovan Milacic (Montenegro) |

|             | 12 november 2020 | Island                    | 1 – 2           | Italien                 | Víkingsvöllur                                     |                                                   |
| 14:15 UTC±0 | 14:15 UTC±0      | Willum Þór Willumsson 63′ | (0 – 1) Rapport | 35′, 88′ Tommaso Pobega | Reykjavik Domare: Ioannis Papadopoulos (Grekland) | Reykjavik Domare: Ioannis Papadopoulos (Grekland) |
| 14:15 UTC±0 | 14:15 UTC±0      |                           |                 |                         | Reykjavik Domare: Ioannis Papadopoulos (Grekland) | Reykjavik Domare: Ioannis Papadopoulos (Grekland) |
| 14:15 UTC±0 | 14:15 UTC±0      |                           |                 |                         | Reykjavik Domare: Ioannis Papadopoulos (Grekland) | Reykjavik Domare: Ioannis Papadopoulos (Grekland) |

| [ d ]       | 13 november 2020 | Armenien | 0 – 3 (tilldelad vinst) | Sverige | Antonis Papadopoulos Stadium |                  |
| 16:00 UTC+4 | 16:00 UTC+4      |          | Rapport                 |         | Larnaca (Cypern)             | Larnaca (Cypern) |
| 16:00 UTC+4 | 16:00 UTC+4      |          |                         |         | Larnaca (Cypern)             | Larnaca (Cypern) |
| 16:00 UTC+4 | 16:00 UTC+4      |          |                         |         | Larnaca (Cypern)             | Larnaca (Cypern) |

|             | 15 november 2020 | Irland                  | 1 – 2           | Island                                                      | Tallaght Stadium                               |                                                |
| 13:30 UTC±0 | 13:30 UTC±0      | Ari Leifsson 75′ (sjm.) | (0 – 1) Rapport | 25′ Sveinn Aron Guðjohnsen 90+3′ Valdimar Þór Ingimundarson | Dublin Domare: Juan Martínez Munuera (Spanien) | Dublin Domare: Juan Martínez Munuera (Spanien) |
| 13:30 UTC±0 | 13:30 UTC±0      |                         |                 |                                                             | Dublin Domare: Juan Martínez Munuera (Spanien) | Dublin Domare: Juan Martínez Munuera (Spanien) |
| 13:30 UTC±0 | 13:30 UTC±0      |                         |                 |                                                             | Dublin Domare: Juan Martínez Munuera (Spanien) | Dublin Domare: Juan Martínez Munuera (Spanien) |

|             | 15 november 2020 | Luxemburg | 0 – 4           | Italien                                                                | Stade Municipal de Differdange                  |                                                 |
| 17:30 UTC+1 | 17:30 UTC+1      |           | (0 – 2) Rapport | 15′, 29′ Gianluca Scamacca 56′ Andrea Pinamonti 66′ Riccardo Marchizza | Differdange Domare: Matthew De Gabriele (Malta) | Differdange Domare: Matthew De Gabriele (Malta) |
| 17:30 UTC+1 | 17:30 UTC+1      |           |                 |                                                                        | Differdange Domare: Matthew De Gabriele (Malta) | Differdange Domare: Matthew De Gabriele (Malta) |
| 17:30 UTC+1 | 17:30 UTC+1      |           |                 |                                                                        | Differdange Domare: Matthew De Gabriele (Malta) | Differdange Domare: Matthew De Gabriele (Malta) |

|             | 18 november 2020 | Italien                                                            | 4 – 1           | Sverige             | Arena Garibaldi – Stadio Romeo Anconetani       |                                                 |
| 17:30 UTC+1 | 17:30 UTC+1      | Youssef Maleh 27′ Giacomo Raspadori 48′, 61′ Gianluca Scamacca 68′ | (1 – 0) Rapport | 50′ Jesper Karlsson | Pisa Publik: 0 Domare: Stuart Attwell (England) | Pisa Publik: 0 Domare: Stuart Attwell (England) |
| 17:30 UTC+1 | 17:30 UTC+1      |                                                                    |                 |                     | Pisa Publik: 0 Domare: Stuart Attwell (England) | Pisa Publik: 0 Domare: Stuart Attwell (England) |
| 17:30 UTC+1 | 17:30 UTC+1      |                                                                    |                 |                     | Pisa Publik: 0 Domare: Stuart Attwell (England) | Pisa Publik: 0 Domare: Stuart Attwell (England) |

| [ g ]       | 18 november 2020 | Armenien | 0 – 3 (tilldelad vinst) | Island | Antonis Papadopoulos Stadium |                  |
| 17:30 UTC+4 | 17:30 UTC+4      |          | Rapport                 |        | Larnaca (Cypern)             | Larnaca (Cypern) |
| 17:30 UTC+4 | 17:30 UTC+4      |          |                         |        | Larnaca (Cypern)             | Larnaca (Cypern) |
| 17:30 UTC+4 | 17:30 UTC+4      |          |                         |        | Larnaca (Cypern)             | Larnaca (Cypern) |

|             | 18 november 2020 | Luxemburg             | 1 – 2           | Irland                             | Stade rue Henri Dunant                                      |                                                             |
| 17:30 UTC+1 | 17:30 UTC+1      | Kenan Avdusinovic 84′ | (0 – 1) Rapport | 35′ Joshua Kayode 65′ Jamie Lennon | Beggen Publik: 0 Domare: Kaarlo Oskari Hämäläinen (Finland) | Beggen Publik: 0 Domare: Kaarlo Oskari Hämäläinen (Finland) |
| 17:30 UTC+1 | 17:30 UTC+1      |                       |                 |                                    | Beggen Publik: 0 Domare: Kaarlo Oskari Hämäläinen (Finland) | Beggen Publik: 0 Domare: Kaarlo Oskari Hämäläinen (Finland) |
| 17:30 UTC+1 | 17:30 UTC+1      |                       |                 |                                    | Beggen Publik: 0 Domare: Kaarlo Oskari Hämäläinen (Finland) | Beggen Publik: 0 Domare: Kaarlo Oskari Hämäläinen (Finland) |

## Målskyttar
Det gjordes 93 mål på 28 matcher, vilket gav ett snitt på 3,32 mål per match.
6 mål
- Gianluca Scamacca
- Jesper Karlsson

5 mål
- Sveinn Aron Guðjohnsen

4 mål
- Troy Parrott

3 mål
- Patrick Cutrone
- Moise Kean
- Riccardo Sottil
- Adam Idah
- Willum Þór Willumsson
- Emil Hansson

2 mål
- Ísak Óli Ólafsson
- Jón Dagur Þorsteinsson
- Andrea Pinamonti
- Tommaso Pobega
- Giacomo Raspadori
- Zachary Elbouzedi
- Kenan Avdusinovic
- Paulos Abraham
- Pontus Almqvist
- Viktor Gyökeres
- Dejan Kulusevski
- Jake Larsson
- Mattias Svanberg

1 mål
- Artur Danielyan
- Hovhannes Harutyunyan
- Karen Melkonyan
- Rudik Mkrtchyan
- Jónatan Ingi Jónsson
- Ari Leifsson
- Brynjólfur Darri Willumsson
- Enrico Del Prato
- Manuel Locatelli
- Youssef Maleh
- Riccardo Marchizza
- Marco Tumminello
- Niccolò Zanellato
- Neil Farrugia
- Joshua Kayode
- Jamie Lennon
- Conor Masterson
- Lee O'Connor
- Valdimar Þór Ingimundarson
- Seid Korac
- Felix Beijmo
- August Erlingmark
- Gustav Henriksson
- Svante Ingelsson
- Amin Sarr
- Max Svensson

2 självmål
- Ari Leifsson (mot Irland och Sverige)